# U-Carmen
U-Carmen ("U-Carmen eKhayelitsha", lett. "La Carmen di Khayelitsha") è un film del 2005, diretto dal regista Mark Dornford-May.
Il film è una moderna rivisitazione dell'opera Carmen di Georges Bizet del 1875 ed è ambientato a Città del Capo, nella township di Khayelitsha. È stato girato interamente in lingua xhosa e combina la musica dell'opera originale con la musica africana tradizionale, condotta dal direttore britannico Charles Hazlewood. È stato tradotto in xhosa da Andiswa Kedama e Pauline Malefane, che hanno anche interpretato rispettivamente i ruoli di Amanda e di Carmen.
Prima di iniziare le riprese del film, il cast ha provato per quattro settimane. Tutti i numeri musicali sono stati registrati sul set dal vivo, senza alcun doppiaggio aggiuntivo. Questa produzione ha segnato il debutto alla regia di Dornford-May, inoltre, nessuno dei membri del cast aveva mai recitato in un film prima di questo.

## Riconoscimenti
- Festival di Berlino 2005
  - Orso d'oro